# 2008年北京オリンピックのタイ選手団
2008年北京オリンピックのタイ選手団（2008ねんペキンオリンピックのタイせんしゅだん）は、2008年8月8日から8月24日にかけて中国の北京を主として開催された2008年北京オリンピックのタイ選手団、およびその競技結果。

## 概要
今大会は金メダル2個、銀メダル2個、銅メダル2個の合計6個のメダルを獲得した。

## メダル
| メダル | 選手名                               | 競技                 | 種目                   |
| ------ | ------------------------------------ | -------------------- | ---------------------- |
| 金     | ソムジット・ジョンジョーホー         | ボクシング           | 男子フライ級           |
| 銀     | マナッス・ブンジャムノン             | ボクシング           | 男子ライトウェルター級 |
| 銅     | ペンシリ・ラオシリクル               | ウエイトリフティング | 女子48kg級             |
| 金     | プラパワデ・ジャロエンラタナタラコン | ウエイトリフティング | 女子53kg級             |
| 銅     | ワンディ・カメアイム                 | ウエイトリフティング | 女子58kg級             |
| 銀     | ブットトリー・プアードポン           | テコンドー           | 女子49kg級             |

## 陸上競技
- シリロイ・ダラスリヨーン、ソムポテ・スワンナラングスリ、シッティチャイ・スウォンプラィープ、ワチェラ・ソンディー(Siriroj Darasuriyong、Sompote Suwannarangsri、Sittichai Suwonprateep、Wachara Sondee男子4x400mリレー)
- ジュタマス・タウォンチャロエン(Jutamas Tawoncharoen、女子100m)
- オラヌット・クロムディー、ノヌーチ・サンラット、サングァン・ジャクスニン、タマス・タウォンチャロエン(Oranut Klomdee、Nongnuch Sanrat、Sangwan Jaksunin、Jutamas Tawoncharoen女子4x400mリレー)
- ノエングルタイ・チャペノチ(Noengrothai Chaipetch、女子走り高跳び)
- ブオバン・パーマン(Buoban Pamang、女子やり投げ)
- ワッサナ・ウィナト(Wassana Winatho、女子7種競技)

## 競泳競技
- ナサナン・ヤンクラジャ(Natthanan Junkrajang、女子100m自由形、女子200m自由形、女子400m自由形)
- ニミッタ・タベスプソンコーン(Nimitta Thaveesupsoonthorn、女子400m個人メドレー)